# PakSat–1R
A Paksat–1R (Pakistan Satellite) pakisztáni távközlési és közvetlen műsorszóró műhold. A geostacionárius pályára állított műhold az 1996-ban felbocsátott PakSat–1-t váltotta fel, vele azonos pozícióban, a keleti hosszúság 38°-nál helyezkedik el.

## Jellemzői
A pakisztáni nemzeti űrügynökség, a Space and Upper Atmospheric Research Commission (SUPARCO) megrendelésére Kínában gyártott űreszköz. A China Academy of Space Technology DFH-4-es (Dong Fang Hong–4) egy nagy távközlési műholdas platformba épült – az új generációs hardver alapja a magas kimeneti teljesítmény és kommunikációs képesség. A műhold kommunikációs berendezéseit Pakisztánban készítették, ezt építették a DFH-4 alapegységbe. Tesztelése 18 nap alatt befejeződött.
Megnevezései:  COSPAR: 2011-042A; SATCAT kódja: 37779.
2011. augusztus 11-én a Csiucsüan Űrközpontból egy Hosszú Menetelés–3B hordozórakétával állították közepes geostacionárius pályára.
Alakja téglatest, méretei 2,35 × 2,10 × 3,60 méter, tömege 5115 kilogramm. A műhold rendelkezik 18 Ku-sávos és 12 C-sávos transzponderrel. Feladata, hogy a széles sávú internet-hozzáférést, a digitális televíziós műsorszolgáltatást, telefon összeköttetéseket, katasztrófavédelmi hírközlést, a távoktatást és a telemedicinát szolgálja egész Dél- és Közép-Ázsiában, Kelet-Európában, Kelet-Afrikában és a Távol-Keleten. Az űreszközhöz napelemeket rögzítettek (7,75 kW), éjszakai (földárnyék) energiaellátását újratölthető kémiai akkumulátorok biztosították. A kommunikációs rendszer működést három vevőantenna és két átviteli csuklós parabolaantenna segítette. Háromtengelyesen stabilizált műhold.